# Nezu (Tokio)
Nezu (jap. 根津) ist ein Stadtteil des Bezirks Bunkyō im Osten der japanischen Präfektur Tokio. Er liegt nördlich des Zentrums von Tokio westlich von Ueno und hat in zwei nummerierten Vierteln, chōme rund 5.500 Einwohner. Die Postleitzahl von Nezu ist 113-0031. Zusammen mit den Stadtteilen Yanaka (in Taitō) und Sendagi gehört Nezu zum sogenannten Yanesen (谷根千), einem Teil Tokios der als repräsentativ für das Shitamachi gilt, die „Unterstadt“ Edos/Tokios, in der anders als im aristokratischen Yamanote das einfache Volk lebte und das durch kleinräumige Bebauung mit engen Gassen gekennzeichnet ist.
Die Geschichte des Viertels ist mit der des Nezu-gongen verknüpft, der in der Meiji-Zeit bei der Trennung von Shintō und Buddhismus in den Nezu-Schrein umgewandelt wurde. Er lag ursprünglich im heutigen Sendagi und wurde unter Shōgun Tokugawa Tsunayoshi an seinen heutigen Standort verlegt. Ursprünglich gab es mehrere kleinere Viertel, die Nezu im Namen trugen, bevor sie 1965 zum heutigen Stadtteil Nezu zusammengefasst wurden.
Koordinaten: 35° 43′ N, 139° 46′ O